# Haematopinus channabasavannai
Haematopinus channabasavannai är en insektsart som beskrevs av Krishna Rao, Khuddus och Kuppuswamy 1977. Haematopinus channabasavannai ingår i släktet Haematopinus och familjen hovdjurslöss. Inga underarter finns listade i Catalogue of Life.